# Gaius Fulvius Pius
Gaius Fulvius Pius war ein römischer Politiker und Senator.
Fulvius Pius gehörte ziemlich sicher zur wohl in augusteischer Zeit von Italien nach Leptis Magna ausgewanderten Gens Fulvia, aus der auch Fulvius Pius, der Großvater des Septimius Severus mütterlicherseits (die Mutter selbst hieß Fulvia Pia), und der mächtige Prätorianerpräfekt Gaius Fulvius Plautianus abstammten. Genauere Verwandtschaftsverhältnisse sind nicht auszumachen.
Fulvius Pius wurde im Sechskaiserjahr 238 ordentlicher Konsul. Seine weitere Beamtenlaufbahn ist unbekannt.